# Igor Larionov
Igor Larionov (rusky Игорь Николаевич Ларионов, * 3. prosince 1960, Voskresensk, Sovětský svaz) je bývalý ruský reprezentační hokejista, narozený v Sovětském svazu dne 3. prosince 1960 a přezdívaný profesor. Od počátku své kariéry v roce 1978 hrál za několik hokejových klubů a to jak v Sovětském svazu, tak i v USA a Kanadě. V sovětské reprezentaci byl členem legendární a obávané Green Line spolu s Krutovem, Makarovem, Fetisovem a Kasatonovem. V roce 1996 se rozhodl nastoupit za Rusko na Světovém poháru až po potvrzení, že tým nepovede trenér Tichonov. Po ukončení hráčské kariéry se začal zabývat podnikáním v oblasti vín. Od roku 2008 je členem realizačního týmu SKA Petrohrad. Je členem Síně slávy IIHF i Hokejové síně slávy v Torontu.

## Životopis
Igor Larionov se narodil v městě Voskresensk. S hokejem začal na ulici. Od 7 do 17 let hrával za místní tým. Jako teenager získá své jméno, když se dostane do první trojky týmu a vyhraje kanadské bodování národního turnaje Palet D'or. V sezóně 1980/1981 v zápase proti CSKA Moskva si ho všimne Tichonov a zařadí ho do svého týmu. Brzy nahradí Žlutkova a stává se místo něj centrem první útočné formace. Nevyhovuje mu zdejší vojenský systém. Záviděl Krutovovi, že už na olympiádě v 20 letech, protože už hrál za CSKA. Je znám svou zeleninovou dietou.
Igor umí skvěle jazyky a tak byl první, kdo na Kanadském poháru 1981 promluvil s Gretzkym. Na olympijských hrách v Sarajevu, kde získal svou první zlatou medaili byl Tichonovem pokárán, že mluví s "nepřáteli". Během období 1985/1986 je úplně zakázáno cestovat do zahraničí. Až na malé výjimky, jako například turné po USA. V roce 1986 se oženil s krasobruslařkou Elenou Batanovou. Igor byl jmenován poručíkem. Tichonov plně chválí Larionova, ale Igor ho už má dost. Myslí si, že olympiáda v Calgary bude poslední soutěží "Big Five". Na olympiádě hraje fantasticky a opět vyhraje zlatou medaili.
Igor Larionov napsal Tichonovi dopis, ve kterém si přeje, aby je uvolnil do NHL. Nakonec se mu po velkém boji podaří trenéra přesvědčit, díky čemuž v roce 1989 konečně může do NHL.
V roce 1989 podepsal smlouvu s Vancouverem na tři sezony. V Moskvě měl jen dvoupokojový byt, ale tady má dům se třemi koupelnami. První rok hraje s Vladimírem Krutovem, ale ten brzy odejde a také hraje s Pavlem Bure. Igor se dostal i do play off, ale tam se jim nedařilo.
Rozhodl se přestoupit do švýcarského HC Lugano, se kterým se NLA dostal až do semifinále.
V sezóně 1993/1994 se vrátí do NHL, ale tentokrát do San José, kde se potkává s Makarovem. První rok byl dobrý, ale ve druhém si zlomil nohu a po jeho návratu se tým velice změnil. Jeff Norton také odešel.
V sezóně 1995/1996 přestoupí do Detroitu, kde se potkává s Fetisovem. Zde vzniká "Ruská pětka". První rok sice Stanley nezískali, ale v sezóně 1996/1997 se Igor dočkal svého prvního Stanley Cupu a tím vstupu do Triple Gold Club. Jenže ho postihla nehoda, kterou měl Fetisov a Konstantinov. Fetisov byl schopný hrát, ale Konstantinov ne. On měl jet původně s nimi, ale rozhodl se, že nepojede. V sezóně 1997/1998 Stanley Cup obhájil. V sezóně 2000/2001 hrál za Floridu, ale poté se vrátil. Tato sezóna nebyla pro Detroit úspěšná. V sezóně 2001/2002 přestoupil do Detroitu Dominik Hašek. Igor se v play off proti St.Louis zranil, ale vrátil v půli sedmizápasové bitvy proti Coloradu. Sedmý zápas Detroit vyhrál 7:0 a Igor měl 2 asistence. Ve finále proti Carolině dal ve 3. finále nejslavnější gól své kariéry, když rozhodl ve 3.prodloužení svým gólem o vítězství Detroitu. Gól dával i ve 4. finále a v 5.finále na gól nahrával. Díky tomu získal svůj 3. a poslední Stanley Cup v 41 letech. Ale pokračoval dál. V sezóně 2002/2003 Detroit vypadl play off s Mighty Ducks of Anaheim.
V sezóně 2003/2004 chtěl prodloužit s Detroitem, ale nakonec podepsal New Jersey Devils. V tuto sezónu vstřelil 1 gól a play off odehrál 1 zápas.
Poté se rozhodl v 43 letech ukončit kariéru. V roce 2005 ještě odehrál 2 zápasy za Brunflo, švédský tým hrající ve 3. švédské lize. Dal 1 gól na 3 přihrál. V roce 2008 byl uveden do hokejové síně slávy.
Vyhrál 2× juniorské mistrovství světa v letech 1979, 1980. Vyhrál Kanadský pohár v roce 1981, mistrovství světa zlato 1982, 1983, 1986 1989 stříbro 1987 a bronz 1985. Olympijské hry zlato 1984 a 1988 a bronz 2002, zde byl kapitánem ruské reprezentace.

## Hráčská kariéra
- 1977–1978 	Chimik Voskresensk Sovětský svaz
- 1978–1979 	Chimik Voskresensk
- 1979–1980 	Chimik Voskresensk
- 1980–1981 	Chimik Voskresensk
- 1981–1982 	HC CSKA Moskva
- 1982–1983 	HC CSKA Moskva
- 1983–1984 	HC CSKA Moskva
- 1984–1985 	HC CSKA Moskva
- 1985–1986 	HC CSKA Moskva
- 1986–1987 	HC CSKA Moskva
- 1987–1988 	HC CSKA Moskva
- 1988–1989 	HC CSKA Moskva
- 1989–1990 	Vancouver Canucks NHL
- 1990–1991 	Vancouver Canucks
- 1991–1992 	Vancouver Canucks
- 1992–1993 	HC Lugano NLA
- 1993–1994 	San Jose Sharks
- 1994–1995 	San Jose Sharks
- 1995–1996 	San Jose Sharks
- 1995–1996 	Detroit Red Wings
- 1996–1997 	Detroit Red Wings
- 1997–1998 	Detroit Red Wings
- 1998–1999 	Detroit Red Wings
- 1999–2000 	Detroit Red Wings
- 2000–2001 	Florida Panthers
- 2000–2001 	Detroit Red Wings
- 2001–2002 	Detroit Red Wings
- 2002–2003 	Detroit Red Wings
- 2003–2004 	New Jersey Devils
- 2005–2006 	Brunflo IK Švédsko
- Sovětský svaz celkově 457 	204 	230 	434 	295
- NHL celkově (zálkadní část) 	921 	169 	475 	644 	474
- NHL celkově (play off) 150	30	67	97	60

## Mezinárodní statistiky
- MSJ 1979 Sovětský svaz
- MSJ 1980
- Junior celkově 	10 	5 	7 	12 	12
- KP 1981
- MS 1982
- MS 1983
- ZOH 1984
- KP 1984
- MS 1985
- MS 1986
- MS 1987
- KP 1987
- ZOH 1988
- MS 1989
- MS 1996 Rusko
- ZOH 2002 Rusko
- Senioři celkově 	103 	36 	51 	87 	67

## Stanley Cup
Během své kariéry získal třikrát Stanley Cup, v letech 1997, 1998 a 2002, pokaždé s týmem Detroit Red Wings.